# Новоіванівка (Сумський район)
Новоіва́нівка — село в Україні, у Білопільській міській громаді Сумського району Сумської області. Населення становить 103 особи. До 2020 орган місцевого самоврядування — Гуринівська сільська рада.

## Географія
Село Новоіванівка розташоване за 3.5 км від міста Білопілля. На відстані 1.5 розташовані села Соляники, Гиріне та Кисла Дубина.
Поруч пролягає залізниця, зупинний пункт 312км (закритий з 2024 року).

## Історія
- Село постраждало внаслідок геноциду українського народу, проведеного урядом СССР 1923—1933 та 1946–1947 роках[джерело?].
- 12 червня 2020 року, відповідно до розпорядження Кабінету Міністрів України № 723-р «Про визначення адміністративних центрів та затвердження територій територіальних громад Сумської області», село увійшло до складу Білопільської міської громади[2].
- 19 липня 2020 року, в результаті адміністративно-територіальної реформи та ліквідації Білопільського району, село увійшло до складу новоутвореного Сумського району[3].

## Відомі люди
- Сохань Павло Степанович — український історик-славіст, джерелознавець, археограф.
- Коломіна-Куриленко Раїса Іванівна (1935—2021) — український педагог, «Заслужений вчитель України», учитель-методист.
- Баєнко Віктор Євгенович — видатний діяч геологічної галузі та відомий юрист.
- Олександр Бурлаков - чоловік відомий тим, що у 2019 році підпалив себе під офісом Президента через те, що йому законним шляхом не хотіли давати землю у розпаювання[4]